# Maggie Grace
Pour les articles homonymes, voir Grace.
Margaret « Maggie » Grace Denig, est une actrice et productrice américaine, née le 21 septembre 1983 à Worthington, dans le comté de Franklin, dans l'État de l'Ohio, aux États-Unis.
Elle est révélée au grand public, à la télévision, grâce à son interprétation de Shannon Rutherford dans la série télévisée Lost : Les Disparus (2004-2010).
Elle confirme, au cinéma, en incarnant la fille de Liam Neeson dans la saga cinématographique Taken (2008-2015) et en participant aux deux derniers volets de la série de films Twilight (2011-2012).
Elle fait ensuite un retour télévisuel en rejoignant la distribution de la série télévisée Fear the Walking Dead en 2018.

## Biographie

### Enfance et formation
Margaret ''Maggie'' Grace Denig, est née le 21 septembre 1983 à Worthington, Franklin, Ohio, États-Unis.
Elle a des origines allemandes, anglaises et écossaises.
Elle est la fille de Valinn (née Everett) et Rick Denig, qui dirigeaient une entreprise de bijoux familiale. Elle a un frère et une sœur plus jeune.
Elle passe son enfance dans la maison de famille, une demeure vieille de 200 ans, la première maison de sel de l'Ohio. 
Elle fréquente les écoles chrétiennes de Worthington et poursuit ensuite ses études à la Thomas Worthington High School. C'est là qu'elle commence à jouer dans des pièces de théâtre communautaire. Elle participe même à des représentations avec une communauté juive locale, bien qu'elle n'en soit pas une. Toute jeune, elle adorait lire William Shakespeare,.
Ses parents se séparent lorsqu'elle a 16 ans. Maggie Grace quitte alors l'école secondaire et déménage à Los Angeles en Californie. Son frère et sa sœur, eux, continuent de vivre avec leur père. Mère et fille traversent des moments difficiles financièrement.
Maggie vit actuellement à New York.

### Vie privée
En 2004, Maggie est sortie avec l'acteur Ian Somerhalder qui a été son partenaire dans Lost : Les Disparus. Le couple s'est séparé en 2006. Ils sont aujourd'hui en bons termes et sont mêmes de très bons amis,.
En 2015, l'actrice annonce qu'elle s'est fiancée avec son compagnon, le réalisateur Matthew Cooke, fiançailles qui sont rompues à son initiative le 4 février 2016,.
Fin mai 2017, elle présente son mari, Brent Bushnell, un homme d'affaires. Le couple s'est marié le 28 mai 2017. Il est fondateur de l'agence artistique Two Bit Circus, à Los Angeles. Ils s'étaient affichés ensemble, pour la première fois, en début d'année,. En mars 2020, le couple annonce attendre leur premier enfant pour l'été 2020.
C'est une proche amie d'Emilie de Ravin, Mía Maestro et Lee Pace.

## Carrière

### Les années 2000: Débuts et révélation télévisuelle
Peu de temps après avoir emménagé à Los Angeles, Maggie Grace obtient un agent et s'inscrit à des cours d'interprétation.

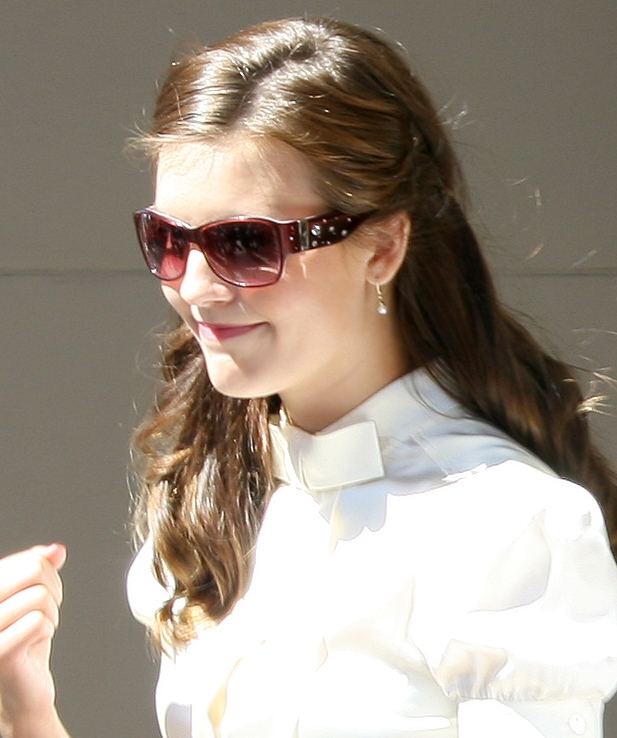
L'actrice à la première de Lettre ouverte à Jane Austen au Festival international du film de Toronto 2007.

En 2001, elle décroche son premier contrat pour le film Rachel's Room, une production disponible directement sur le web, notamment créé par Paul Stupin, producteur exécutif du show pour adolescents Dawson.
En 2002, elle joue son premier rôle important pour le téléfilm Meurtre à Greenwich. Basé sur l'histoire vraie du meurtre de Martha Moxley le 30 octobre 1975, belle Américaine issue de la jeunesse dorée des années 1970, qui ne sera élucidé que 25 ans après les faits, par le très controversé Mark Fuhrman, un ancien policier reconverti en écrivain à polémique. La performance de Maggie est remarquée par la critique et lui permet d'obtenir une nomination lors des Young Artist Awards, une cérémonie qui récompense et encourage de jeunes acteurs.
L'année d'après, elle joue aux côtés de Tom Selleck dans le téléfilm 12 Miles Road. Par la suite, elle enchaîne les apparitions en tant qu'invitée dans des séries télévisées comme New York, unité spéciale, Cold Case : Affaires classées ou Les Experts : Miami et bien d'autres.
Au milieu de l'année 2004, l'agent de Maggie Grace lui envoie le scénario de l'épisode pilote de la série Lost : Les Disparus, un show sur les aventures d'un groupe de rescapés perdu sur une île déserte. Faisant partie du casting principal, elle interprète, durant deux saisons, le rôle de Shannon Rutherford, la sœur du personnage incarné par Ian Somerhalder. La série rencontre un important succès critique et public. Elle est même élue « meilleure série des vingt dernières années » par le magazine E! Online. Pendant le tournage de la série, elle vit à Hawaï.
En 2005, Maggie Grace est nommée pour le Teen Choice Awards de la Révélation féminine dans une série télévisée mais le prix revient à Eva Longoria pour Desperate Housewives.

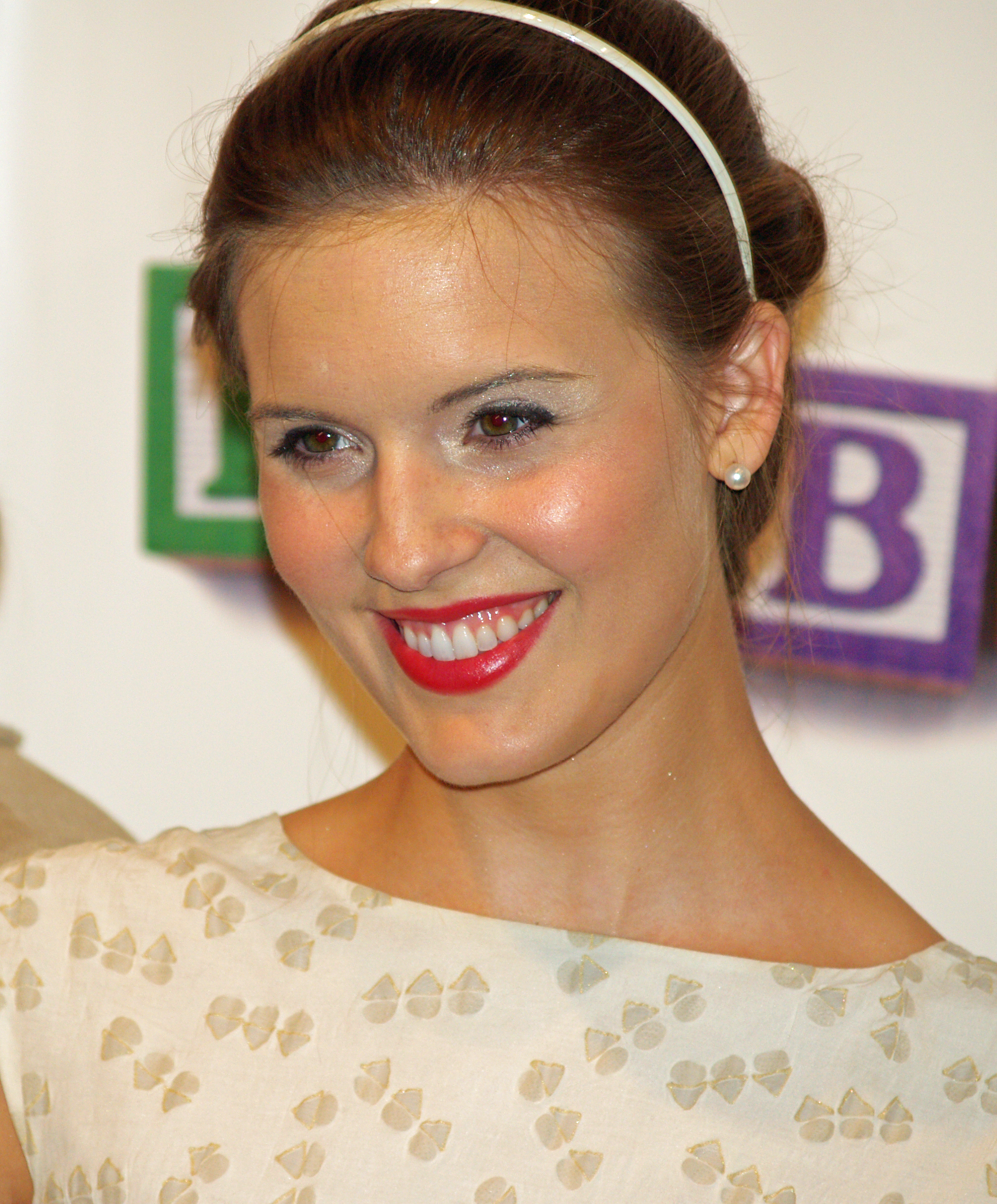
Maggie Grace pour l'avant première du film Baby Mama, lors du Festival du film de Tribeca, en 2008.

Cette même année, elle arrive à la 27ème place du classement des 100 femmes les plus sexy, selon le magazine Maxim et elle arrive à la 44e position du classement des 100 femmes les plus sexy du monde établi par le magazine FHM.
Forte d'une nouvelle visibilité, elle signe pour incarner le premier rôle féminin du film d'horreur Fog de Rupert Wainwright avec Tom Welling, lui aussi popularisé par une série télévisée, Smallville. Il s'agit du remake du film du même nom de John Carpenter sorti en 1980, mais avec un angle de « film d'horreur pour ados ». Maggie Grace reprend le rôle autrefois incarné par Jamie Lee Curtis. Le film fut une déception du côté de la critique mais un succès au box-office.
Shannon Rutherford est finalement tuée dans le huitième épisode de la seconde saison à la suite d'une décision prise par les scénaristes. Ils expliquent cette décision par un manque d'idées concernant l'avenir du personnage. Le producteur exécutif déclare même que ce départ est une sorte de gagnant-gagnant, l'actrice étant impatiente de se consacrer à sa carrière au cinéma. Elle fait cependant partie de la distribution récompensée, en 2006, par le Screen Actors Guild Award de la meilleure distribution pour une série télévisée dramatique.

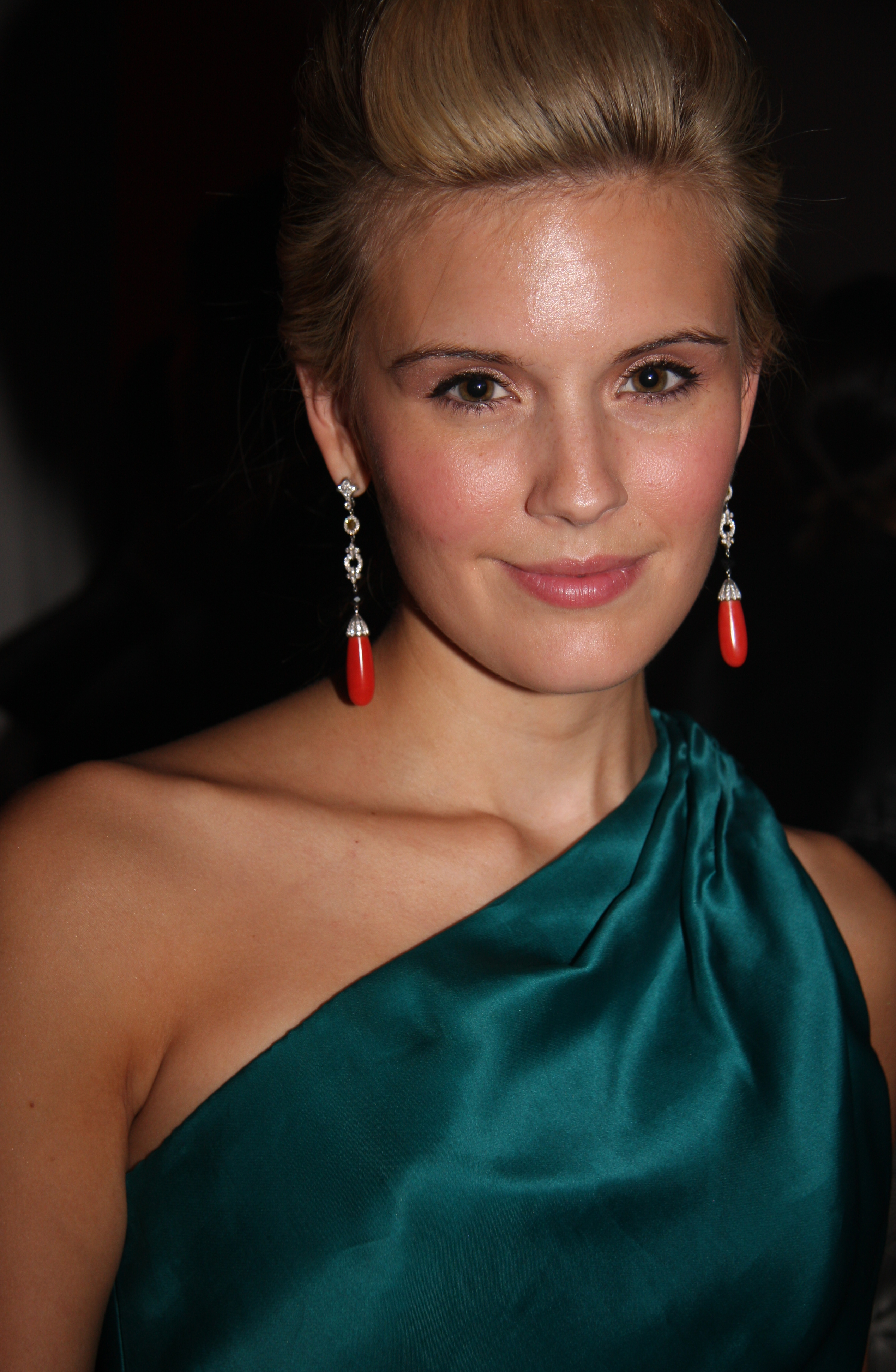
Maggie Grace, en 2009.

En 2006, elle est envisagée pour incarner la mutante Kitty Pryde dans le blockbuster X-Men : L'Affrontement final mais le rôle est finalement attribué à Elliot Page.
En 2007, elle décroche un second rôle dans la comédie indépendante Une fille à la page avec Sarah Michelle Gellar et Alec Baldwin. Le film est adapté de deux histoires courtes : Melissa Bank's et The Girls' Guide to Hunting and Fishing, qui sont restées 16 semaines dans les meilleures ventes du New York Times. Elle enchaîne avec Lettre ouverte à Jane Austen, l’adaptation du roman éponyme de Karen Joy Fowler avec Kathy Baker, Maria Bello, Marc Blucas, Emily Blunt et Amy Brenneman. L'actrice se déclare fan de Jane Austen, elle a lu le roman au moment de sa sortie et lorsqu'elle reçoit le scénario, elle rencontre le réalisateur du film, Robin Swicord afin de le convaincre de l’engager. Après ce tournage, elle retourne sur les plateaux de Lost pour apparaître en tant que guest star dans la troisième saison.
En 2008, elle incarne la fille de Liam Neeson dans Taken. Ce film a suspens lui permet de côtoyer l'actrice Famke Janssen qui incarne sa mère à l'écran. Cette production rencontre un franc succès au box office. Il décroche la première place à sa sortie et génère plus de 225 millions de dollars en fin d'exploitation. Taken est l'un des films français ayant rapporté le plus d'argent dans le monde.
En 2009, elle joue le rôle principal dans Malice in Wonderland. Une version revisitée de l'histoire d'Alice au pays des merveilles, transposée au Nord Est de l'Angleterre.
Le 17 février 2010, Entertainment Weekly annonce officiellement le retour de Maggie Grace en tant qu'invitée dans la sixième et dernière saison de Lost : Les Disparus. Cette même année, elle rejoint Adrien Brody et Forest Whitaker pour le thriller dramatique The Experiment, sorti directement en vidéo. Elle décroche également un second rôle, dans la comédie d'action Night and Day avec Tom Cruise et Cameron Diaz qui lui permet de renouer avec les hauteurs du box office. Elle n'en oublie pas le cinéma indépendant et figure au casting du drame Flying lessons.

### Les années 2010: Ascension cinématographique et retour télévisuel

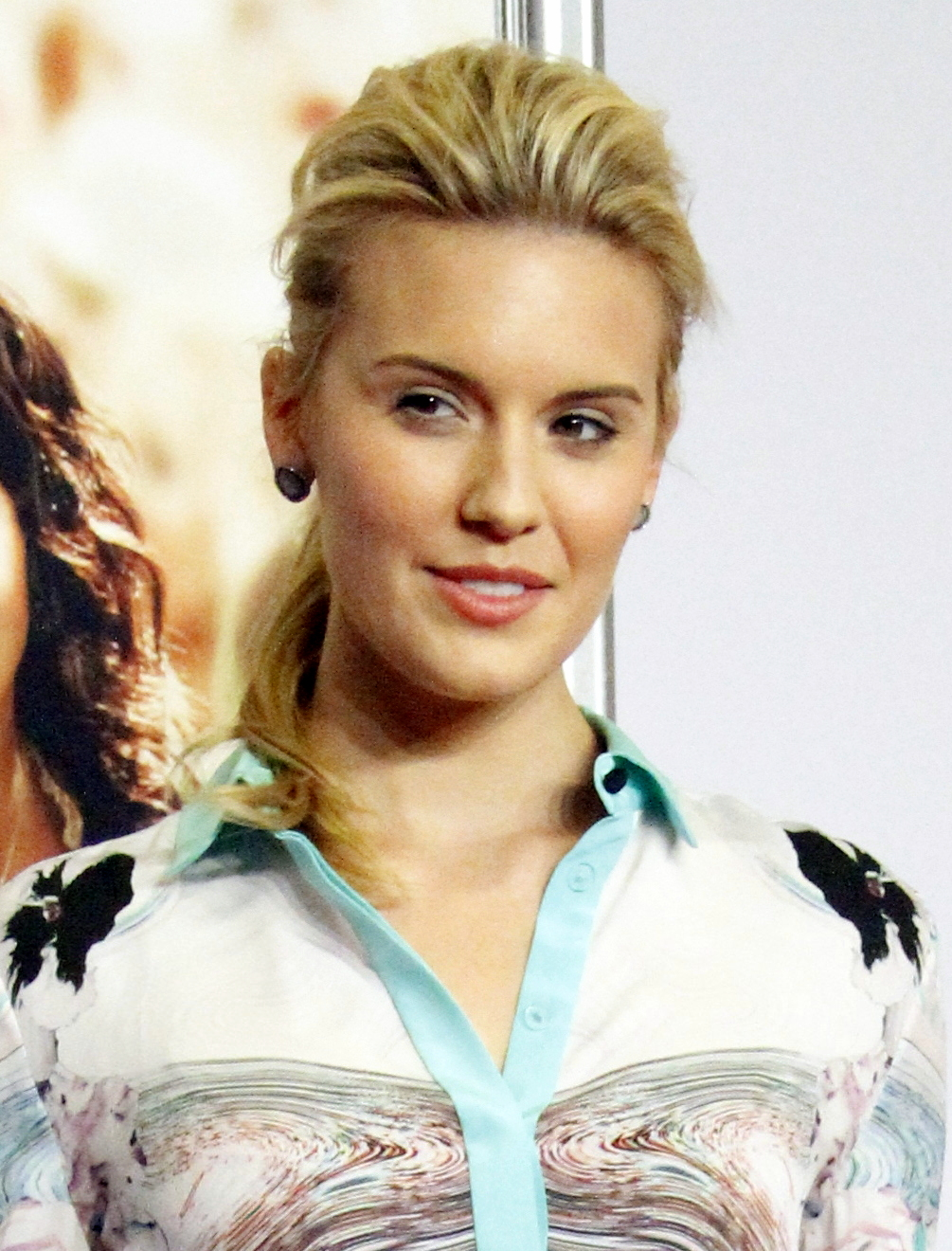
Maggie Grace en 2012.

En 2011, elle joue le rôle d'Irina dans Twilight, chapitres IV et V : Révélation. Ultime chapitre de la saga cinématographique adaptée de la série de romans Twilight de Stephenie Meyer, la première partie est sortie le 16 novembre 2011 et la seconde le 14 novembre 2012 en France. Ces deux productions sont des succès colossaux au box office.
Elle évolue ensuite aux côtés de Dwayne Johnson pour le film d'action Faster qui divise la critique mais réussit à être rentabilisé.
En 2012, elle apparaît aux côtés de Guy Pearce dans Lock Out puis reprend son rôle de Kim aux côtés de Liam Neeson dans Taken 2. Ce deuxième volet réalise des performances supérieures à son prédécesseur et rejoint la liste des succès les plus importants de l'actrice. En fin d'année, elle fait ses débuts sur la scène de Broadway pour la pièce Picnic. Elle partage la vedette avec Sebastian Stan.

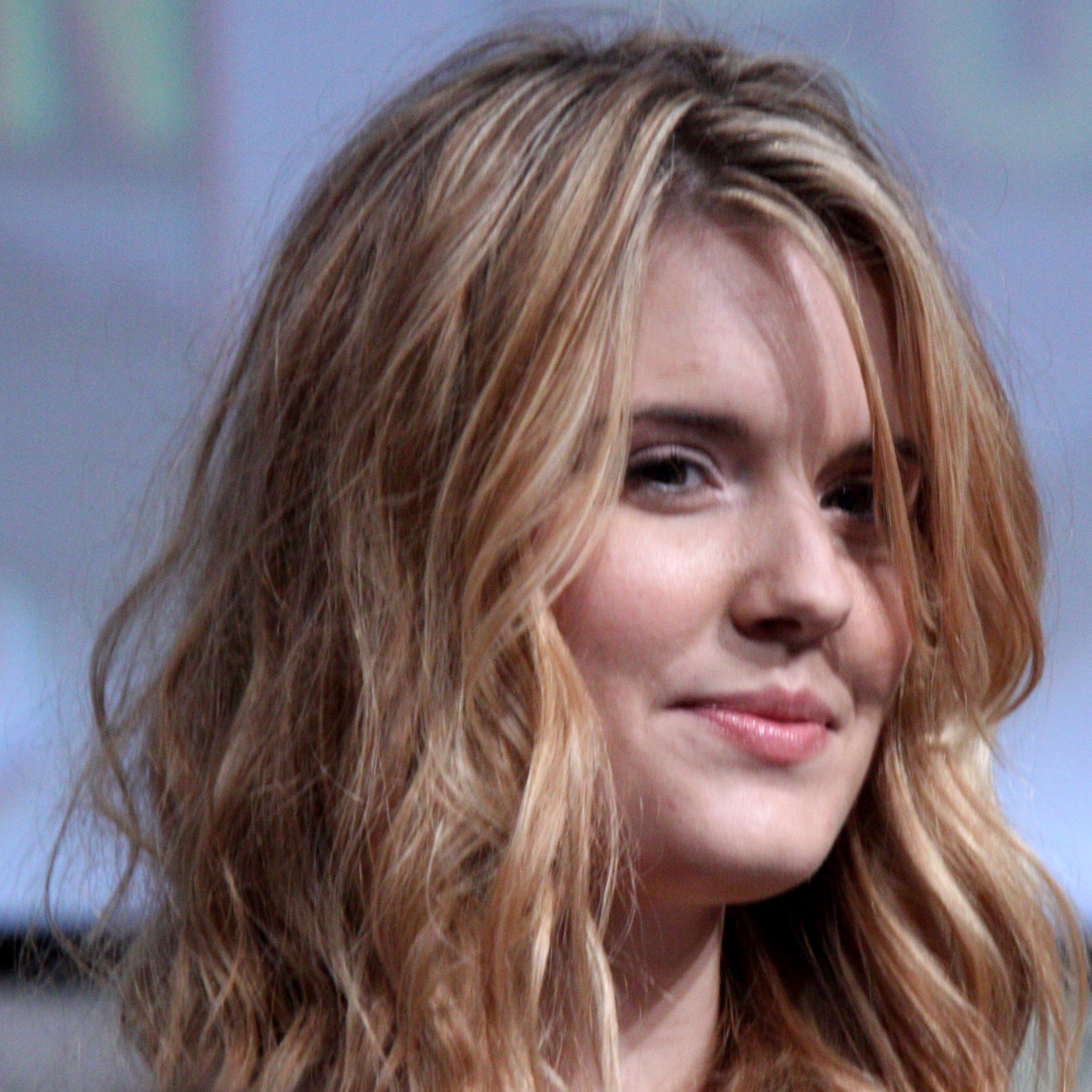
Maggie Grace au Comic-Con de San Diego en 2012, pour la promotion de Twilight, chapitres IV et V : Révélation.

En 2013, elle fait son retour, à la télévision, en intégrant la distribution récurrente de la sixième saison de la sulfureuse série Californication avec David Duchovny. Cette même année, elle joue les guest pour l'épisode d'introduction de The Following avant de porter son propre show, Susanna, inédit en France. Cette série suit le quotidien d'une femme carriériste et ambitieuse qui se retrouve soudainement obligé de prendre soin du bébé de sa sœur. Le show d'une saison est salué par la critique et permet à Maggie Grace d'obtenir une nomination dans la catégorie Meilleure actrice dans une série télévisée dramatique lors des International Academy of Web Television Awards de 2014.

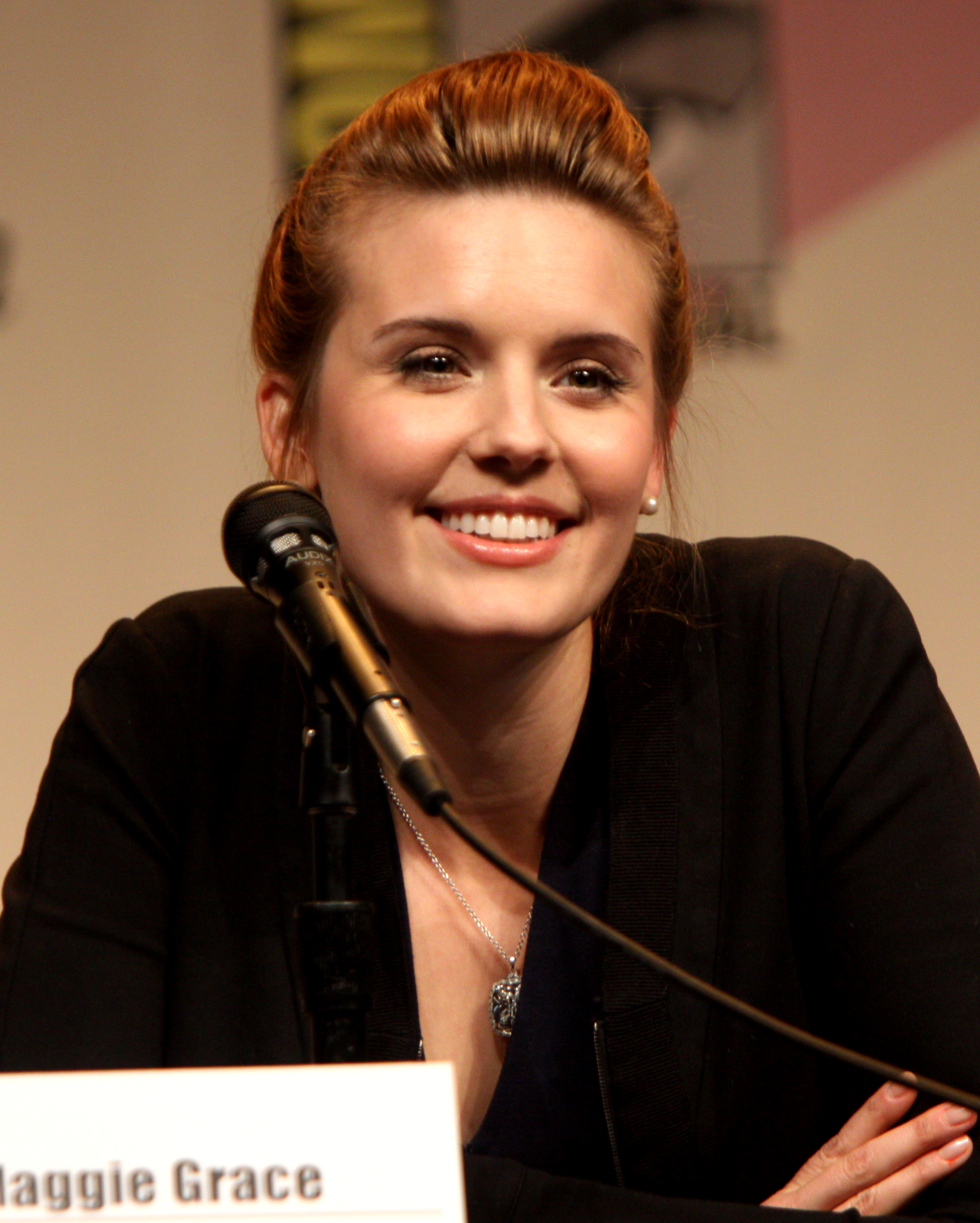
Au WonderCon 2012 pour la promotion de Lock Out.

On la retrouve également en tête d'affiche du téléfilm Le cœur a ses raisons : Le Journal d'une institutrice qui s'avère être le pilote de la série du même nom, diffusée à partir de janvier 2014.
En 2015, elle est supposée rejoindre la série dramatique et médicale Code Black mais finit par quitter le projet pour raisons créatives. Cette année-là, elle jouera dans un épisode de Masters of Sex. Elle rendosse une dernière fois le rôle de Kim Mills pour Taken 3 qui clos cette saga cinématographique lucrative en succès.
En 2016, elle rejoint le casting de la romance Un choix, elle côtoie notamment Benjamin Walker, Teresa Palmer, Alexandra Daddario, Tom Wilkinson et retrouve Tom Welling. Il s’agit de l’adaptation cinématographique du roman du même titre écrit par Nicholas Sparks. En France, le film sort directement sur Netflix le 3 mai. Toujours la même année, elle joue dans un téléfilm aux côtés d'Uzo Aduba, révélée par Orange Is the New Black, Une amitié contre les préjugés.
En 2017, elle participe au drame Aftermath d'Elliott Lester avec Arnold Schwarzenegger. L'histoire s'inspire de celle de Vitaly Kaloyev et de l'accident aérien d'Überlingen. Le film est tièdement accueilli par la critique et sort directement en vidéo en France. L'actrice joue ensuite dans deux longs métrages ou elle donne la réplique à l'acteur australien Ryan Kwanten : le premier rôle féminin de la comédie Supercon avec également Clancy Brown, John Malkovich et Mike Epps, puis le thriller d'action Hurricane aux côtés de Toby Kebbell et Ralph Ineson, dont la sortie est prévue début 2018.
Maggie Grace rejoint ensuite la distribution régulière de la série télévisée Fear the Walking Dead, une série dérivée de l'univers de The Walking Dead, à partir de la saison 4, ce qui marque son retour à la télévision dans un premier rôle.

## Filmographie

### Cinéma
- 2001 : Rachel's Room d'Ellie Kanner : Rachel Reed
- 2004 : Creature Unknown (en) de Michael Burnett : Amanda
- 2005 : Fog de Rupert Wainwright : Elizabeth Williams
- 2007 : Une fille à la page de Marc Klein : Chloe
- 2007 : Lettre ouverte à Jane Austen de Robin Swicord : Allegra
- 2008 : Taken de Pierre Morel : Kim Mills
- 2009 : Malice in Wonderland (en) de Simon Fellows : Alice
- 2010 : The Experiment de Paul Scheuring : Bay
- 2010 : Night and Day de James Mangold : April Havens
- 2010 : Flying lessons de Derek Magyar : Sophie Conway
- 2011 : Faster de George Tillman Jr. : Lily
- 2011 : Twilight, chapitre IV : Révélation de Bill Condon : Irina Denali
- 2012 : Taken 2 d'Olivier Megaton : Kim Mills
- 2012 : Lock Out de James Mather et Stephen St. Leger : Émilie Warnock
- 2012 : Twilight, chapitres IV et V : Révélation de Bill Condon : Irina Denali
- 2013 : Decoding Annie Parker de Steven Bernstein (en) : Sarah
- 2014 : We'll Never Have Paris (en) de Simon Helberg et Jocelyn Towne : Kelsey
- 2014 : About Alex (en) de Jesse Zwick : Siri
- 2015 : Taken 3 d'Olivier Megaton : Kim Mills
- 2016 : Un choix (The Choice) de Ross Katz : Stephanie Shaw Parker
- 2016 : The Scent of Rain and Lightning (en) de Blake Robbins : Laurie -également productrice-
- 2017 : Aftermath d'Elliott Lester : Christina
- 2018 : Supercon (en) de Zak Knutson : Allison McNeeley
- 2018 : Hurricane (The Hurricane Heist) de Rob Cohen : Casey
- 2020 : Love, Weddings & Other Disasters de Dennis Dugan

### Télévision

#### Téléfilms
- 2002 : Meurtre à Greenwich de Tom McLoughlin : Martha Moxley
- 2003 : 12 Mile Road de Richard Friedenberg : Dulcie Landis
- 2013 : Le cœur a ses raisons : Le Journal d'une institutrice (When Calls the Heart) : Tante Elizabeth Thatcher
- 2016 : Une amitié contre les préjugés (Showing Roots) de Michael Wilson : Violet

#### Séries télévisées
- 2003 : Les Experts : Miami (CSI: Miami) : Amy Gorman (saison 1, épisode 21)
- 2003 : The Lyon's Den : Haley Dugan (saison 1, épisode 12)
- 2003 : Miracles : Hannah Cottrell (saison 1, épisode 9)
- 2003 : La Famille en folie (Like Family) : Mary (saison 1, épisode 12)
- 2004 : Cold Case : Affaires classées : Rene (saison 1, épisode 16)
- 2004 : Oliver Beene : Elke Nelsonbooster (saison 2, 8 épisodes)
- 2004 : New York, unité spéciale (Law & Order: Special Victims Unit) : Jessie Dawning (saison 6, épisode 3)
- 2004-2010 : Lost : Les Disparus : Shannon Rutherford (35 épisodes)
- 2013 : Californication : Faith (saison 6, 10 épisodes)
- 2013 : The Following : Dr Sarah Fuller (saison 1, épisode 1)
- 2013 : Susanna : Susanna (saison 1, 12 épisodes)
- 2015 : Masters of Sex : Dr Wesh (saison 3, épisode 2)
- 2018-2023: Fear the Walking Dead : Althea Szewczyk-Przygocki (saison 4 jusqu’à la saison 7)

#### Clips
- 2016 : Doin' Wrong with You de Brad Carter

## Distinctions
Sauf indication contraire ou complémentaire, les informations mentionnées dans cette section proviennent de la base de données IMDb.

### Récompenses
- Screen Actors Guild Awards 2006 : Meilleure distribution dans une série télévisée dramatique pour Lost

### Nominations
- Young Artist Awards 2003 : Meilleure interprétation dans un téléfilm, une mini série par une jeune actrice pour Meurtre à Greenwich
- Teen Choice Awards 2005 : Révélation féminine dans une série télévisée pour Lost
- Gold Derby Awards 2006 : Meilleure distribution pour Lost
- International Academy of Web Television Awards 2014 : Meilleure actrice dans une série télévisée dramatique pour Susanna
- Teen Choice Awards 2015 : Meilleure actrice dans un film d'action pour Taken 3

## Voix francophones
En version française, Maggie Grace est notamment doublée par Ingrid Donnadieu. Cette dernière est sa voix dans les franchises Taken et Twilight, ainsi que dans Night and Day, Lock Out et Fear the Walking Dead. 
Elle est également doublée par Edwige Lemoine dans Lost : Les Disparus, Une fille à la page, Lettre ouverte à Jane Austen, The Experiment ou encore Californication  ainsi que par  Laura Préjean dans New York, unité spéciale, Fog et Faster.
Enfin, elle est doublée à titre exceptionnel par Caroline Victoria dans Les Experts : Miami, Fily Keita dans Cold Case : Affaires classées, Julia Boutteville dans Following et Nancy Philippot dans Aftermath.
En version québécoise, elle est notamment doublée par Rachel Graton dans Twilight: Révélation - Partie 2 et L'Enlèvement 3, ainsi que par Karine Vanasse dans Le Brouillard et Vitesse extrême.  Laurence Dauphinais la double dans Un choix.